# أسفنديار ولي خان
أسفنديار ولي خان (بالبشتوية: اسفند یار ولي خان)‏، (19 فبراير 1949 - ) سياسي باكستاني. اشتراكي ديمقراطي وقومي بشتوني، وهو رئيس حزب عوامي الوطني في باكستان. 
والده هو خان عبد الولي خان أول رئيس للحزب. وهو حفيد خان عبد الغفار خان مؤسس الحركة السياسية خدي خدمتجار. وعمه خان عبد الجبار خان. أسفنديار ولي خان هو الرئيس الحالي لحزب عوامي الوطني، وعضو في مجلس المقاطعة، وعضو الجمعية الوطنية، وعضو مجلس الشيوخ وحاليا نائب في البرلمان الباكستاني.